# Домбал ан Ксентоа
Домбал ан Ксентоа (фр. Dombasle-en-Xaintois) насеље је и општина у североисточној Француској у региону Лорена, у департману Вогези која припада префектури Нефшато.
По подацима из 2011. године у општини је живело 120 становника, а густина насељености је износила 25,42 становника/km². Општина се простире на површини од 4,72 km². Налази се на средњој надморској висини од 341 метар (максималној 389 m, а минималној 328 m).

## Демографија
| 1962. | 1968. | 1975. | 1982. | 1990. | 2011. |
| ----- | ----- | ----- | ----- | ----- | ----- |
| 157   | 146   | 141   | 148   | 139   | 120   |

График промене броја становника у току последњих година